# Hlopkiv, Barîșivka
Hlopkiv (în ucraineană Хлопків) este un sat în comuna Dernivka din raionul Barîșivka, regiunea Kiev, Ucraina.

## Demografie
Componența lingvistică a localității Hlopkiv
     Ucraineană (97,5%)
     Rusă (2,5%)
Conform recensământului din 2001, majoritatea populației localității Hlopkiv era vorbitoare de ucraineană (97,5%), existând în minoritate și vorbitori de rusă (2,5%).